# Arsen Nersisyan
Arsen Nersisyan (en arménien : Արսեն Ներսիսյան), né le 18 juillet 1987 à Tsakhkadzor, est un skieur alpin arménien. 

## Biographie
Il a représenté son pays lors des Jeux olympiques d'hiver de 2010 sur lesquelles il a également été porte-drapeau. Il n'y termine pas le slalom géant et enfourche en slalom.
Nersisyan prend part aussi à quatre éditions des Championnats du monde entre 2007 et 2013, arrivant au mieux 61e du slalom géant en 2007.